# Louis-Abraham van Loo
Pour les autres membres de la famille, voir Van Loo.
Louis-Abraham van Loo (parfois nommé Ludovic-Abraham van Loo), né à Amsterdam en 1653 et mort à Nice le 13 mai 1712, est un peintre français.

## Biographie

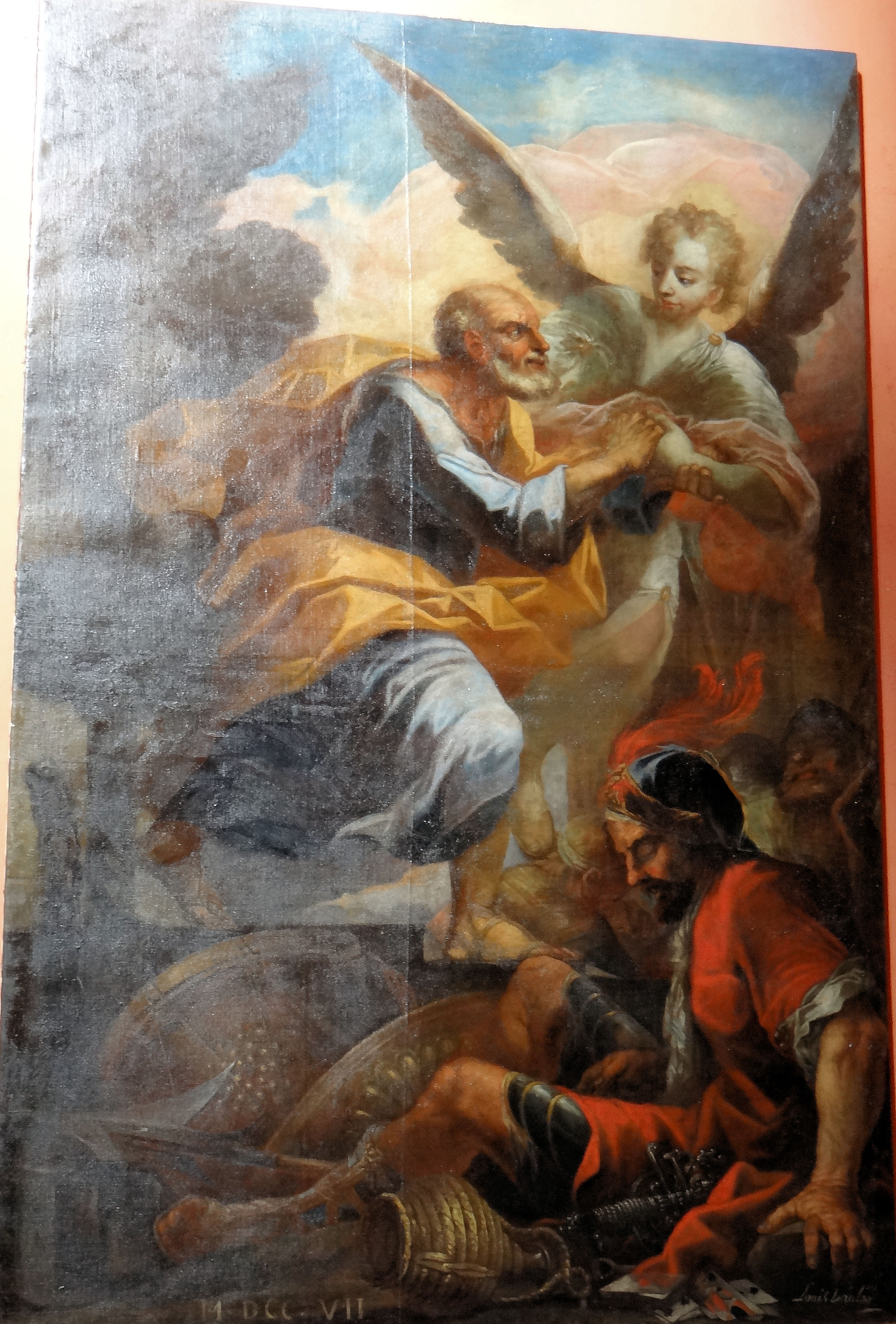
Saint Pierre délivré par l'ange (Gilette)

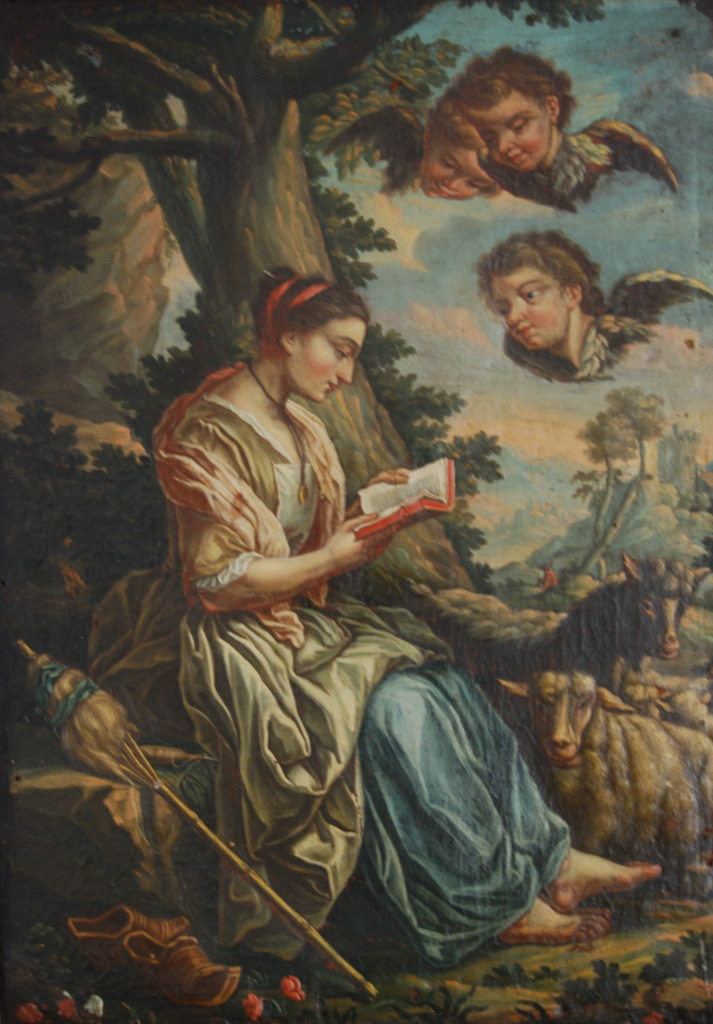
SAINTE GENEVIEVE ABRAHAM LOUIS VAN LOO AIX 1681

Louis-Abraham, frère de Jean, fils de Jacob (1614-1670), est un peintre d'une famille originaire de L'Écluse, né en 1614. La famille doit quitter la Hollande en 1660 car le père est accusé de meurtre. Ils se réfugient à Paris où le père est reçu à l'Académie de Peinture en 1663, nés à Amsterdam, ils sont naturalisés français vers 1667. Tous ont suivi les cours de l'Académie Royale de peinture, mais un des deux a été expulsé pour voies de fait le 29 novembre 1670 jusqu'au 10 janvier 1671.
Louis-Abraham obtient un huitième prix de Rome en 1671, la même année que son frère Jean, sur le thème Le Roi donnant la paix à l'Europe pour célébrer la paix d'Aix-la-Chapelle.
Les frères Van Loo n'apparaissent plus dans des écrits pendant une dizaine d'années, période où ils ont peut-être voyagé pour parfaire leur art.
On retrouve Abraham en 1681 à Lyon où il abjure dans l'église des Ursulines. Il choisit le prénom de Ludovic ou de Louis. En 1682, il a rejoint son frère à Toulon où ils décorent des navires de la marine royale.
Le 27 janvier 1683, Louis-Abraham épouse à Aix-en-Provence Marie, fille de Jacques Fossé, sculpteur. Il a début modestes de peintre à Aix-en-Provence. Son fils aîné, Jean-Baptiste, naît à Aix le 11 janvier 1684. Deux ans plus tard la famille est à Toulon pour la décoration du Pompeux. Il obtient ensuite un contrat pour décorer une douzaine de navires et la fresque de l' Institution du Rosaire dans la chapelle de l'hôpital maritime.
Entre 1687 et 1694, il est à Grasse où naissent deux de ses fils, Joseph et Jean-François. Il y peint des tableaux pour des confréries du Rosaire des villes voisines.
De 1695 à 1698, il est à Majorque où il participe à la décoration du monastère de San Salvador, près de Felanitx.
On le retrouve en 1699 à Nice où il a résidé jusqu'à sa mort, en 1712. C'est là que naissent ses derniers enfants : Marie-Catherine, en 1702, Charles-André dit Carle, en 1705, Anne, en 1708. On ne sait pas où était la maison de la famille Van Loo, mais on sait qu'elle a été endommagée pendant les bombardements du siège de Nice par l'armée commandée par le maréchal de La Feuillade, en 1705. Charles-André a alors été sauvé par son frère Jean-Baptiste. 
En 1703, Louis-Abraham Van Loo a fait son testament dans lequel il a donné quelques éléments sur sa vie passée.
La vie des Van Loo à Nice n'a pas été celle d'une famille riche car les commandes de tableaux n'ont pas été importantes. Les plus anciens tableaux connus de Louis-Abraham Van Loo datent de 1681. Son œuvre montre l'influence du baroque des Carrache et des maniéristes italiens.
Il a été enterré dans la cathédrale Sainte-Réparate de Nice. Son inventaire après décès fait par l'abbé Jean-François De Orestis montre le peu de moyens du peintre et donne une liste de quelques tableaux qui se trouvent dans sa maison.

## Quelques œuvres
- 1702, Apparition de la Vierge à saint Jacques le Majeur, église Saint-Jacques à La Bolline-Valdeblore,
- 1704, La Transfiguration, église Saint-Sauveur de Gairaut, Nice,
- 1707, Saint Pierre délivré par l'ange, église Notre-Dame-de l'Assomption-et-Saint-Pierre, Gilette
- Assomption de la Vierge, chapelle du Saint-Sépulcre, Nice[5]
- 1681,Sainte Geneviève et ses moutons petit format, collection privée Aix-en-Provence, signé daté au dos origine collection Blanc
- Sainte Madeleine repentante, vers 1708-1712, La Turbie, église Saint-Michel